# پسر جهنمی: کروکد من
پسر جهنمی: کروکد من (به انگلیسی: Hellboy: The Crooked Man) یک فیلم ابرقهرمانی و ترسناک آمریکایی است که بر اساس شخصیت دارک هورس کامیکس اثر مایک میگنولا ساخته شده است. این دومین راه‌اندازی مجدد از مجموعه فیلم‌های پسر جهنمی است و چهارمین فیلم لایو اکشن این مجموعه می‌باشد. کارگردانی فیلم را برایان تیلور بر اساس فیلمنامه‌ای که با میگنولا و کریستوفر گلدن به‌طور خاص برگرفته از مجموعه محدود کروکد من نوشته میگنولا، ساخته است. جک کسی در نقش پسر جهنمی در کنار جفرسون وایت و آدلین رودولف بازی می‌کند. فیلمبرداری در مارس ۲۰۲۳ در بلغارستان آغاز شد و در ماه مه به پایان رسید.
پسر جهنمی: کروکد من در ۲۰ ژوئن ۲۰۲۴، در بلژیک اکران شد، و در ۸ اکتبر ۲۰۲۴ توسط کچاپ انترتینمنت به صورت ویدئو به‌درخواست در ایالات متحده منتشر شد. فیلم با واکنش‌های متوسطی از سوی منتقدان همراه بود و ۱.۳ میلیون دلار در سراسر جهان فروش کرد در حالی که ۲۰ میلیون دلار بودجه ساخت آن بوده است.

## داستان
در دهه ۱۹۵۰، پسر جهنمی و یک مأمور تازه‌کار (دفتر تحقیقات و دفاع ماوراء الطبیعه)، که در روستایی آپالاشیا گیر افتاده بودند، جامعه کوچکی را کشف می‌کنند که توسط جادوگران تسخیر شده است، به رهبری یک شیطان محلی به نام «کروکد من» که ارتباط نگران کننده‌ای با گذشته پسر جهنمی دارد.